# Organización Internacional de la Viña y el Vino
La Organización Internacional de la Viña y el Vino (siglas OIV) es una organización internacional que se ocupa de los aspectos técnicos y científicos de la viticultura y la vinificación  (o producción del vino).
El campo de la OIV incluye la producción de uva en todos sus aspectos, es decir, no solo del vino sino también a la uva de mesa y la producción de pasas.
Una de las actividades de la OIV es la compilación de las estadísticas mundiales en su campo. La misma posee su sede en Dijon y desde el 1° de enero de 2021, con el ingreso del Reino Unido como miembro pleno, ahora son 48 los Estados miembros.

## Breve historia
Fue en 1874, después del desastre provocado por la filoxera, que destruyó casi completamente la viticultura europea, que los viticultores de Francia, Italia, Suiza, Austria y Alemania, reunidos en un Congreso en Montpellier, buscaron conjuntamente los medios para luchar contra la terrible plaga.
La idea de una organización internacional surgió varias veces durante las próximas décadas, y finalmente, el 29 de noviembre de 1924, con la firma por parte de España, Túnez, Francia, Portugal, Hungría, Luxemburgo, Grecia e Italia se crea en París una "Oficina Internacional del Vino" (OIV).
La OIV nace jurídicamente. Pero no adquirirá una existencia real hasta que al menos cinco países hayan depositado sus ratificaciones, tal como lo estipula el Convenio. Pasarán todavía tres años, hasta el 3 de diciembre de 1927, para que la cantidad de las ratificaciones requeridas pueda alcanzarse y poder celebrar así la sesión constituyente del 5 de diciembre de 1927, que reunió a los delegados en el Salón del Reloj del Ministerio de Relaciones Exteriores francés para la primera sesión de trabajo de la "Oficina Internacional del Vino".
Por decisión de los Estados miembros, la Oficina Internacional del Vino tomó el nombre, a partir del 4 de septiembre de 1958, de “Oficina Internacional de la Viña y el Vino”.
Después de cuatro años de trabajos preparatorios en vista de la revisión del Convenio internacional del 29 de noviembre de 1924 por el cual se creó la Oficina Internacional de la Viña y el Vino, la 4a sesión de la Conferencia internacional de sus países miembros, que tuvo lugar el 3 de abril de 2001, concluyó en un nuevo acuerdo internacional, por el cual se crea finalmente como se la conoce hoy en día la "Organización Internacional de la Viña y el Vino”. 

## Estados miembros

Estados miembros

Alemania, Argelia, Argentina, Armenia, Australia, Austria, Azerbaiyán, Bélgica, Bosnia-Herzegovina, Brasil, Bulgaria, Chile, Chipre, Chequia, Croacia, Eslovaquia, Eslovenia, España, Francia, Georgia, Grecia, Hungría, India, Israel, Italia, Líbano, Luxemburgo, Malta, Marruecos, México, Moldavia, Montenegro, Noruega, Nueva Zelanda, Países Bajos, Perú, Portugal, Reino Unido, República Checa, República del Norte de Macedonia, Rumanía, Rusia, Serbia, Sudáfrica, Suecia, Suiza, Turquía, Ucrania, Uruguay y Uzbekistán.

## Observadores
Unión Europea, International Wine Law Association, Amorine Academy, Assembly of Wine-Producing European Regions, International University Association of Wine, Centenera for Research, Environmental Sustainability and Advancement ode to Mountain Viticulture,  FIVS, Œnoppia,  Union Internationale des Œnologes, VinFed, Association de la Sommellerie Internationale, Wine Moderation, Lien de la Vigne, Texas Department of Agriculture, Wine Origins Alliance.

## Determinación científica del color del vino
La Organización Internacional de la Viña y el Vino proporciona métodos para evaluar el color de un vino mediante un espectrofotómetro y el cálculo de índices en el Espacio de color Lab.